# Emil Christian Hansen

Emil Christian Hansen

Emil Christian Hansen (* 8. Mai 1842 in Ribe; † 27. August 1909 in Kopenhagen) war ein dänischer Botaniker mit den Schwerpunkten Mykologie und Pflanzenphysiologie.

## Leben
Sein Studium der Naturwissenschaften finanzierte er durch das Schreiben von Novellen.
Erst später beschäftigte er sich mit mikrobiologischen Fragen der Hefereinzucht. Als Angestellter der Carlsberg-Laboratorien in Kopenhagen entdeckte er, dass unter dem Begriff Hefe verschiedene pilzliche Organismen verstanden werden müssen und dass die einzelnen Stämme in Reinzucht kultiviert werden können. Er isolierte einzelne Zellen und vermehrte diese Tröpfchenkulturen in standardisierten Nährlösungen durch Sprossung zu Anstellhefen. Die von ihm erstmals 1883 beschriebene Hefe wurde unter dem Namen Saccharomyces carlsbergensis bekannt. Im Rahmen dieser Forschung befasste er sich auch mit Essigsäurebakterien (damals als „Spaltpilze“ zu den Pilzen gerechnet) und beschrieb 1879 als erster die heute als Acetobacter pasteurianus bekannte Art. Im Jahr 1887 wurde er zum Mitglied der Leopoldina gewählt.

## Wirken
Hansen wurde in den folgenden Jahren seiner Tätigkeit am Institut bis zu seinem Lebensende noch bekannter und einer der Pioniere in der Milchwirtschaft. Seinen zweiten Schwerpunkt bildete die weltweit erste industrielle Herstellung von hygienisch einwandfreien standardisierten tierischen Labsorten für die Käseherstellung. Im Anschluss an eine Veröffentlichung des Thurgauers Rudolf Schatzmann entwickelte er diese Methode und stellte seine Produkte auf der Molkereiausstellung in Gdańsk der Öffentlichkeit vor.
Die Gattung Hansenula, heute unter Pichia klassifiziert, wurde nach ihm benannt. Sein botanisches Kürzel ist E.C.Hansen.